# 渡部高士
渡部 高士（わたなべ たかし、1969年6月3日 - ）は日本のレコーディング&ミキシング・エンジニア、編曲家。東京都出身、血液型はAB型。株式会社パワー・ボックス所属。ユニットOVERROCKETに参加し、自身の音楽活動も展開している。

## 主な作品
- 戸田誠司「HELLO WORLD:)（アルバム）」（1995年、プログラミング、アレンジ）
- SLAVA「AVEMARIA（アルバム）」（1996年、ミックス、アレンジ）
- 石野卓球 「Berlin Trax（アルバム）」（1997年、レコーディング、ミックス）
- 電気グルーヴ「VOXXX（アルバム）」（1999年、レコーディング、ミックス、アレンジ）
- 石野卓球 「TITLE#1#2#3」（2004年、共作曲）
- TAICHI MASTER｢DISCO-NNECTION（アルバム）｣（2005年、レコーディング、ミックス）
- DJ TASAKA｢GO DJ（アルバム）｣（2005年、レコーディング、ミックス）
- 琉球ディスコ（2005年、レコーディング、ミックス）
- delofamilia「quiet life」（2007年、ミックス）
- INK（2007年、レコーディング、ミックス）
- the telephones 「JAPAN（アルバム）（2008年、レコーディング、ミックス、アレンジ）
- ORANGE RANGE「world world world」（2009年、ミックス）
- 電気グルーヴ「20（アルバム）」（2009年、レコーディング、ミックス）
- ORANGE RANGE「orcd（アルバム）」（2010年、ミックス）
- 電気グルーヴ「人間と動物（アルバム）」（2013年、レコーディング、ミックス）